# Böhmens och Mährens kommunistiska parti
Komunistická strana Čech a Moravy, förkortat KSČM, (svenska: Kommunistiska partiet i Böhmen och Mähren), är ett kommunistiskt politiskt parti i Tjeckien, grundat 31 mars 1990.
I det tjeckiska valet till Europaparlamentet 2004 blev det som andra största parti med drygt 20% av rösterna tilldelat totalt 6 av 24 mandat. I senare val har utdelningen varit lägre, och partiet innehar sedan valet 2014 endast tre mandat (baserat på knappt 11% av rösterna). I det tjeckiska parlamentsvalet 2006 fick partiet sammanlagt 12,8 procent av rösterna, en minskning från 2002 då partiet fick 18,5 procent.

## Konflikten rörande ungdomsförbundet
Den 17 oktober 2006 förbjöds partiets ungdomsförbund KSM av det tjeckiska inrikesministeriet med motiveringen att KSM, som var registrerat som en ideell förening snarare än ett politiskt parti, i sitt program verkar för att det privata ägandet över samhällelig produktion ska ersättas med ett kollektivt, vilket skulle innebära att de agerade som ett politiskt parti utan att formellt vara det. Efter flera juridiska turer upphävdes förbudet av en domstol i Prag 27 januari 2010.